# Турсунбаев, Азизбек Атакозуевич
Азизбек Атакозуевич Турсунбаев (род. 3 мая 1966, село Кызыл-Ата) — депутат Жогорку Кенеша Кыргызской Республики III, IV, VI и VII созывов (с 2015 года). Председатель Комитета по топливно-энергетическому комплексу, недропользованию и промышленной политике Жогорку Кенеш VII созыва (с января 2022 года).

## Биография

### Детство
Родился 3 мая 1966 года в селе Кызыл-Ата Ала-Букинского района Киргизской ССР.

### Образование
В 1994 году завершил обучение в Кыргызском медицинском национальном институте, по направлению — стоматология. С 1994 по 1995 годы обучался в интернатуре Ошской областной стоматологической поликлиники.
В 1997 году успешно окончил обучение в Кыргызском государственном национальном университете на юридическом факультете.

### Трудовая деятельность
С 1984 по 1986 годы проходил срочную службу в рядах Советской Армии.
С 1995 по 1999 годы занимался частным предпринимательством. В 2000 году назначен на должность начальника по сбыту ОсОО «Шекер-Орда» пгт. Каинда Панфиловского района. С 2003 по 2005 годы работал заместителем директора, а затем директором Бишкекского филиала ОсОО.
В марте 2005 года был избран депутатом Жогорку Кенеша III созыва, работал в должности заместителя председателя Комитета по агропромышленному комплексу и экологии.
В декабре 2007 года переизбран депутатом Жогорку Кенеша Кыргызской Республики IV созыва. 24 декабря 2007 года избран вице-спикером Торага Жогорку Кенеша.
8 июля 2011 года назначен на должность главы областной государственной администрации губернатором Джалал-Абадской области.
В 2015 году был вновь избран депутатом Жогорку Кенеша Кыргызской Республики VI созыва по списку политической партии «Кыргызстан».
В ноябре 2021 года избран депутатом VII созыва Жогорку Кенеша Кыргызской Республики от Ала-Букинского избирательного округа № 17. С января 2022 года является председателем Комитета по топливно-энергетическому комплексу, недропользованию и промышленной политике. Член депутатской группы «Мекенчил» Жогорку Кенеша Кыргызской Республики.
Государственный советник государственной службы 2 класса.

### Семья
Женат, отец пятерых детей.

## Награды
- Почётная грамота Жогорку Кенеша (2023 год)[6].